# تومبول
تومبول (بالإنجليزية: Tomball)‏ هي مدينة أمريكية تقع في ولاية تكساس.تبلغ مساحة هذه المدينة 30.9 (كم²)،ويبلغ عدد سكانها 10753 نسمة حسب إحصاء سنة 2010 م.

## التركيبة السكانية
حدّد مكتب تعداد الولايات المتحدة بيانات التركيبة السكانية لتومبول في تعداد الولايات المتحدة. في ما يلي، التركيبة السكانية حسب تعدادي 2000 و2010.

### تعداد عام 2000
بلغ عدد سكان تومبول 9,089 نسمة بحسب تعداد عام 2000، وبلغ عدد الأسر 3,560 أسرة وعدد العائلات 2,248 عائلة مقيمة في المدينة. في حين سجلت الكثافة السكانية 268 نسمة لكل كيلومتر مربع (694.1/ميل2). وبلغ عدد الوحدات السكنية 4,009 وحدة بمتوسط كثافة قدره 118.2 لكل كيلومتر مربع (306.1/ميل2).
وتوزع التركيب العرقي للمدينة بنسبة 86.73% من البيض و4.91% من الأمريكيين الأفارقة و0.40% من الأمريكيين الأصليين و0.64% من الأمريكيين ذوي الأصول الآسيوية و0.06% من سكان جزر المحيط الهادئ و5.57% من الأعراق الأخرى و1.71% من عرقين مختلطين أو أكثر و12.05% من الهسبانيون أو اللاتينيون من أي عرق.
بلغ عدد الأسر 3,560 أسرة كانت نسبة 37.1% منها لديها أطفال تحت سن الثامنة عشر تعيش معهم، وبلغت نسبة الأزواج القاطنين مع بعضهم البعض 44.6% من أصل المجموع الكلي للأسر، ونسبة 13.7% من الأسر كان لديها معيلات من الإناث دون وجود شريك، بينما كانت نسبة 4.9% من الأسر لديها معيلون من الذكور دون وجود شريكة وكانت نسبة 36.9% من غير العائلات. تألفت نسبة 30.5% من أصل جميع الأسر من عدة أفراد يعيشون في نفس المنزل ونسبة 12.6% كانت تتألف من شخص يعيش بمفرده يبلغ من العمر 65 عاماً أو أكثر. وبلغ متوسط حجم الأسرة المعيشية 2.43، أما متوسط حجم العائلات فبلغ 3.03.
بلغ العمر الوسطي للسكان 34.6 عاماً. وكانت نسبة 25.3% من القاطنين تحت سن الثامنة عشر، وكانت نسبة 10.6% بين الثامنة عشر والرابعة والعشرين عاماً، ونسبة 29.6% كانت واقعةً في الفئة العمرية ما بين الخامسة والعشرين والرابعة والأربعين عاماً، ونسبة 18.4% كانت ما بين الخامسة والأربعين والرابعة والستين، ونسبة 11.4% كانت ضمن فئة الخامسة والستين عاماً فما فوق. يوجد لكل 100 أنثى 91.6 ذكر، ويوجد لكل 100 أنثى في الثامنة عشر من عمرها فما فوق 88.6 ذكر.
بلغ متوسط دخل الأسرة في المدينة 37,787 دولارًا، أما متوسط دخل العائلة فبلغ 45,764 دولارًا. وكان متوسط دخل الذكور 38,059 دولارًا مقابل 26,799 دولارًا للإناث. وسجل دخل الفرد الخاص بالمدينة 20,331 دولارًا. وكانت نسبة 4.5% من العائلات ونسبة 7.3% من السكان تحت خط الفقر، وكان من هؤلاء نسبة 6.3% تحت سن الثامنة عشر ونسبة 17.6% في الخامسة والستين من العمر وما فوق.

### تعداد عام 2010
بلغ عدد سكان تومبول 10,753 نسمة بحسب تعداد عام 2010، وبلغ عدد الأسر 4,390 أسرة وعدد العائلات 2,607 عائلة مقيمة في المدينة. في حين سجلت الكثافة السكانية 317.1 نسمة لكل كيلومتر مربع (821.3/ميل2). وبلغ عدد الوحدات السكنية 4,859 وحدة بمتوسط كثافة قدره 143.3 لكل كيلومتر مربع (371.1/ميل2).
وتوزع التركيب العرقي للمدينة بنسبة 82.67% من البيض و6.33% من الأمريكيين الأفارقة و0.78% من الأمريكيين الأصليين و1.12% من الأمريكيين ذوي الأصول الآسيوية و0.07% من سكان جزر المحيط الهادئ و6.63% من الأعراق الأخرى و2.40% من عرقين مختلطين أو أكثر و17.02% من الهسبانيون أو اللاتينيون من أي عرق.
بلغ عدد الأسر 4,390 أسرة كانت نسبة 31% منها لديها أطفال تحت سن الثامنة عشر تعيش معهم، وبلغت نسبة الأزواج القاطنين مع بعضهم البعض 39.7% من أصل المجموع الكلي للأسر، ونسبة 14.9% من الأسر كان لديها معيلات من الإناث دون وجود شريك، بينما كانت نسبة 4.8% من الأسر لديها معيلون من الذكور دون وجود شريكة وكانت نسبة 40.6% من غير العائلات. تألفت نسبة 34.6% من أصل جميع الأسر من عدة أفراد يعيشون في نفس المنزل ونسبة 16.6% كانت تتألف من شخص يعيش بمفرده يبلغ من العمر 65 عاماً أو أكثر. وبلغ متوسط حجم الأسرة المعيشية 2.35، أما متوسط حجم العائلات فبلغ 3.02.
بلغ العمر الوسطي للسكان 39.8 عاماً. وكانت نسبة 22.7% من القاطنين تحت سن الثامنة عشر، وكانت نسبة 9.7% بين الثامنة عشر والرابعة والعشرين عاماً، ونسبة 24.4% كانت واقعةً في الفئة العمرية ما بين الخامسة والعشرين والرابعة والأربعين عاماً، ونسبة 25.1% كانت ما بين الخامسة والأربعين والرابعة والستين، ونسبة 18.1% كانت ضمن فئة الخامسة والستين عاماً فما فوق. وتوزع التركيب الجنسي للسكان بنسبة 46.4% ذكور و53.6% إناث.

## المناخ
يظهر الجدول التالي التغييرات المناخية على مدار السنة لتومبول:
| البيانات المناخية لـتومبول                                        | البيانات المناخية لـتومبول | البيانات المناخية لـتومبول | البيانات المناخية لـتومبول | البيانات المناخية لـتومبول | البيانات المناخية لـتومبول | البيانات المناخية لـتومبول | البيانات المناخية لـتومبول | البيانات المناخية لـتومبول | البيانات المناخية لـتومبول | البيانات المناخية لـتومبول | البيانات المناخية لـتومبول | البيانات المناخية لـتومبول | البيانات المناخية لـتومبول |
| الشهر                                                             | يناير                      | فبراير                     | مارس                       | أبريل                      | مايو                       | يونيو                      | يوليو                      | أغسطس                      | سبتمبر                     | أكتوبر                     | نوفمبر                     | ديسمبر                     | المعدل السنوي              |
| ----------------------------------------------------------------- | -------------------------- | -------------------------- | -------------------------- | -------------------------- | -------------------------- | -------------------------- | -------------------------- | -------------------------- | -------------------------- | -------------------------- | -------------------------- | -------------------------- | -------------------------- |
| الدرجة القصوى °ف (°م)                                             | 84 (29)                    | 91 (33)                    | 96 (36)                    | 95 (35)                    | 99 (37)                    | 107 (42)                   | 105 (41)                   | 109 (43)                   | 109 (43)                   | 99 (37)                    | 89 (32)                    | 85 (29)                    | 109 (43)                   |
| متوسط درجة الحرارة الكبرى °ف (°م)                                 | 61.5 (16.4)                | 65.6 (18.7)                | 72.1 (22.3)                | 78.7 (25.9)                | 85.7 (29.8)                | 90.4 (32.4)                | 93.1 (33.9)                | 93.8 (34.3)                | 89.2 (31.8)                | 82.6 (28.1)                | 71.7 (22.1)                | 64.5 (18.1)                | 79.1 (26.2)                |
| المتوسط اليومي °ف (°م)                                            | 51.5 (10.8)                | 55.1 (12.8)                | 60.8 (16.0)                | 67.9 (19.9)                | 75.8 (24.3)                | 80.8 (27.1)                | 82.1 (27.8)                | 82.6 (28.1)                | 78.0 (25.6)                | 70.1 (21.2)                | 60.0 (15.6)                | 52.9 (11.6)                | 68.2 (20.1)                |
| متوسط درجة الحرارة الصغرى °ف (°م)                                 | 41.4 (5.2)                 | 44.7 (7.1)                 | 49.5 (9.7)                 | 57.1 (13.9)                | 65.9 (18.8)                | 71.2 (21.8)                | 71.2 (21.8)                | 71.4 (21.9)                | 66.7 (19.3)                | 57.5 (14.2)                | 48.3 (9.1)                 | 41.2 (5.1)                 | 57.2 (14.0)                |
| أدنى درجة حرارة °ف (°م)                                           | 5 (−15)                    | 6 (−14)                    | 21 (−6)                    | 31 (−1)                    | 42 (6)                     | 52 (11)                    | 62 (17)                    | 54 (12)                    | 45 (7)                     | 29 (−2)                    | 19 (−7)                    | 7 (−14)                    | 5 (−15)                    |
| الهطول إنش (مم)                                                   | 3.55 (90)                  | 3.03 (77)                  | 3.59 (91)                  | 3.39 (86)                  | 4.77 (121)                 | 5.22 (133)                 | 3.84 (98)                  | 4.70 (119)                 | 4.57 (116)                 | 5.30 (135)                 | 4.72 (120)                 | 3.80 (97)                  | 50.48 (1٬282)              |
| متوسط أيام هطول الأمطار (≥ 0.01 in)                               | 9                          | 8                          | 9                          | 7                          | 8                          | 10                         | 10                         | 8                          | 8                          | 8                          | 8                          | 10                         | 101                        |
| المصدر: NOAA (precipitation days 2000-2017 at Bush International) |                            |                            |                            |                            |                            |                            |                            |                            |                            |                            |                            |                            |                            |

## توأمة
لتومبول اتفاقيات توأمة مع:
- تلغته

## أعلام
- روي إم. هافينغتون
- نيكا أوجوميكي
- تشيني أوغوميك
- ديف سميث
- كلاي هينسلي
- هارفي شميت